# Józef Gara

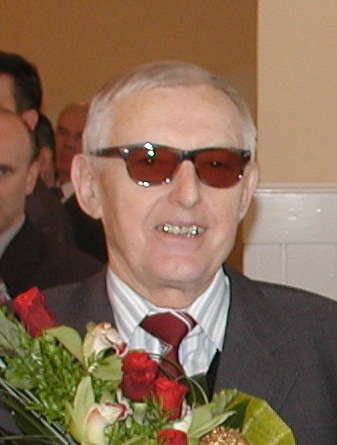
Józef Gara.

Józef Gara (* 29. Januar 1929; † 10. Juli 2013) war ein polnischer Bergmann und nach seiner Pensionierung Schriftsteller, Herausgeber und Autor von Gedichten und Liedern auf Wilmesaurisch.
Wilmesaurisch ist eine vom Aussterben bedrohte Sprache der ehemaligen Bielitz-Bialaer Sprachinsel, die in Wilamowice in der Woiwodschaft Schlesien noch von etwa 70 Personen gesprochen wird.
Józef Gara hat es sich nach seiner Pensionierung zur Aufgabe gemacht, die Sprache zu fördern, Gedichte zu sammeln und herauszugeben sowie eigene Gedichte und Lieder zu schreiben. 2004 bis 2006 gab er an der örtlichen Grundschule Sprachunterricht.
2012 trat er in Kontakt mit Wikimedia in Polen. Er lizenzierte seine Werke unter einer Creative-Commons-Lizenz und ließ sich beim Sprechen wilmesaurischer Wörter aufnehmen.

## Werke
- Zbiór wierszy o wilamowskich obrzędach i obyczajach oraz Słownik języka wilamowskiego. Bielsko-Biała, 2004, ISBN 83-914917-8-1.
- Kronika historyczna miasteczka Wilamowice. Wilamowice, 2007.
- „Wymysöjer śtytła“ – miasteczko Wilamowice oraz jego osobliwości zawarte w zbiorze piosenek wilamowskich. Wilamowice, 2007.